# Chorisoneura thalassina
Chorisoneura thalassina är en kackerlacksart som beskrevs av Robert Walter Campbell Shelford 1913. Chorisoneura thalassina ingår i släktet Chorisoneura och familjen småkackerlackor.
Artens utbredningsområde är Peru. Inga underarter finns listade i Catalogue of Life.